# Equier

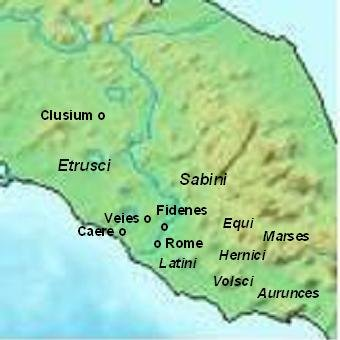
Equierna och andra folk i centrala Italien

Aequerna, lat. Aequi, var ett forntida italiskt folk på Apenninska halvön som talade ett italiskt språk, aequiska, som är dokumenterat i enbart två inskrifter. De bodde i ett område som idag ligger i Lazio och Abruzzo. Den romerske historieskrivaren Livius skriver att aequerna var fientliga mot Rom under stadens tre första sekler.
Romarna erövrade aequernas största bosättning första gången 484 f.Kr. och en andra gång nittio år senare. Området i fråga blev slutgiltigt erövrat efter andra samniterkriget (326–304 f.Kr.) och fick då viss autonomi. Efter bundsförvantskriget 91–88 f.Kr. bildade några av aequernas städer (Cliternia och Nersae), res publica Aequiculorum som i förhållande till Rom fick ställning av municipium.
Aequerna var under perioder allierade med volskerna. Minnet av aequerna lever kvar bland annat i ortnamnet Marano Equo.